# Karl Walter (Fußballspieler, 1950)
Karl Walter (* 8. Februar 1950) ist ein deutscher Fußballspieler.

## Sportlicher Werdegang
Nach dem Aufstieg des FSV Frankfurt in die Regionalliga Süd lief Walter dort für die Mannschaft auf, mit dem Neuling verpasste er jedoch am Ende der Spielzeit 1969/70 den Klassenerhalt. Anschließend blieb der Abwehr- und Mittelfeldspieler dem Klub in der Hessenliga treu und gewann mit der von Erich Gehbauer trainierten Mannschaft an der Seite von Mannschaftskapitän Horst Trimhold, Tormann Jürgen Grün, Hubert Genz, Hermann Klebs, Peter Koch und Walter Seitz die Deutsche Amateurmeisterschaft 1972, als der TSV Marl-Hüls im Endspiel im Städtischen Stadion Neuwied mit 2:1 besiegt wurde. Am Ende der Spielzeit 1972/73 schaffte er mit dem Klub zudem den erneuten Aufstieg in die Zweitklassigkeit. Zwar gelang den Hessen in der Regionalligasaison 1973/74 ein elfter Tabellenplatz, aufgrund der Drittligajahre lag der Verein in der für die Qualifikation zur 2. Bundesliga maßgeblichen Fünfjahreswertung weit außerhalb der berechtigten Teilnehmer und stieg wieder in die Hessenliga ab. Im Zweikampf mit dem VfR Bürstadt setzte sich der FSV am Ende der Spielzeit 1974/75 dort durch und stieg in die 2. Bundesliga auf.
Der Klub stellte nach dem Aufstieg den Spielbetrieb auf semiprofessionell um, hierzu übernahm Milovan Beljin das Traineramt. Walter war unter diesem weitgehend unumstrittener Stammspieler, als sich die Mannschaft um Horst Trimhold, Hubert Klein, Peter Rübenach und Torhüter Karlheinz Volz regelmäßig im Tabellenmittelfeld platzieren konnte. 
Im Sommer 1978 verließ Beljin den Frankfurter Klub in Richtung Arminia Bielefeld, in diesem Zug wechselte Walter vor der Spielzeit 1978/79 innerhalb der 2. Bundesliga Süd zum Aufsteiger FC Hanau 93. Mit diesem stand er von Beginn der Spielzeit an im Abstiegskampf, als die ersten drei Saisonspiele verloren gingen und erst ausgerechnet gegen den Ex-Klub FSV Frankfurt am vierten Spieltag der erste Saisonsieg gelang. Auch das Rückspiel war für ihn bedeutend: hatte er bis dahin in allen Spielen in der Startelf gestanden, so musste er bei der 1:2-Niederlage Anfang März verletzungsbedingt Siegfried Höfling Platz machen und verpasste die beiden folgenden Partien. Beinahe schon abgeschlagen in der Tabelle startete der Klub nach seiner Rückkehr eine Serie mit sechs Siegen aus den folgenden zehn Spielen und rangiert am 35. Spieltag zwar weiterhin als Tabellen-17. auf einem Abstiegsplatz, war aber nun punktgleich mit den aufgrund der besseren Tordifferenz davor platzierten Konkurrenten FSV Frankfurt und Waldhof Mannheim. Nur ein Punkt in den folgenden Spielen inklusive einer mit wechselnder Führung umkämpften 5:6-Heimniederlage gegen den bereits als Absteiger feststehenden FC Augsburg am letzten Spieltag bedeuteten jedoch den direkten Wiederabstieg des Klubs. Anschließend lief er noch zeitweise für den Verein in der Hessenliga auf.